# Game On
Game On är en vandringsutställning som organiseras av Barbican Art Gallery. Utställningen visar historiskt hur utvecklingen gått från tidiga arkadspel till dagens datorspel. Utställningen visades första gången år 2002, och påstås ha fått mer än 1 miljon besökare.Utställningen drog mer än 117 000 besökare i Melbourne, Australien år 2008 efter att ha dragit 99 500 till Barbican Art Gallery i London och 127 000 i Chicago. Sedan sommaren 2010 turnerar en uppdaterad version: Game On 2.0
Utställningen har visats på:
- Barbican Art Gallery i London mellan maj och september 2002[1]
- National Museum of Scotland i Edinburgh mellan oktober 2002 och februari 2003[1]
- Tilburg Art Foundation i Nederländerna mellan maj och augusti 2003[1]
- Helsingfors stads konstmuseum i Finland mellan september och december 2003[1]
- Lille, Frankrike mellan maj och augusti 2004[1]
- Eretz Israel Museum i Israel mellan september 2004 och januari 2005[1]
- The Tech Museum of Innovation i San Jose mellan september 2005 och januari 2006[1]
- Museum of Science and Industry i Chicago mellan mars och september 2005 och en gång till mellan februari och april 2006[1]
- Pacific Science Center i Seattle mellan maj och augusti 2006.[1]
- Science Museum i London mellan oktober 2006 och februari 2007[1]
- Cyberport i Hongkong mellan juli och oktober 2007[1]
- Australian Centre for the Moving Image i Melbourne mellan mars och juli 2008[1]
- State Library of Queensland i Brisbane mellan november 2008 och februari 2009[3]
- National Science and Technology Museum, Kaohsiung, Taiwan mellan 18 juli och 31 oktober 2009[3]
- The Cellars of Cureghem i Bryssel, Belgien mellan december 2009 och april 2010[3]
- Ambassador Theatre i Dublin, Irland mellan 20 september 2010 och 30 januari 2011[3]
- Galerias Monterrey i Monterrey, Mexico mellan 30 april och 30 juni 2011[3]
- Museu da Imagen e do Som (MIS) i São Paulo, Brasilien mellan 10 november 2011 och 8 januari 2012[3]
- CCBB i Brasília, Brasilien mellan 26 januari och 26 februari 2012[3]
- Museum of Popular Art, Lissabon, Portugal mellan 16 mars och 30 juni 2012[3]
- Costanera Center, Santiago, Chile mellan 27 mars och 15 maj 2013[3]
- Tecnopolis, Buenos Aires, Argentina mellan 12 juli och 3 november 2013
- Montreal Science Centre, Montreal, Quebec, Canada mellan 15 april och 13 september 2015
- Miraikan, National Museum of Emerging Science and Innovation, Tokyo, Japan mellan 2 mars och 30 maj 2016[5]

## Game On 2.0
En förnyad version av utställningen, med namnet Game On 2.0 turnerar sedan den 3 juli 2010. Den är mer omfattande än sin föregångare, med fler föremål och spel. Den har visats på: 
- Queen Victoria Museum and Art Gallery, museet i Inveresk, Tasmanien mellan 3 juli och 3 oktober 2010[3]
- Technopolis (Gazi), Aten, Grekland mellan 16 december 2010 och 16 mars 2011[3]
- Oregon Museum of Science and Industry, Portland, Oregon mellan 2 juli och 18 september 2011[3]
- Kinokino Senter for kunst og film, Sandnes, Norge mellan 25 februari och 9 juni 2012[3]
- VAM Design Center, Budapest, Ungern mellan 19 oktober 2012 och 8 januari 2013[3]
- Ontario Science Centre, Toronto, Canada mellan 9 mars och 2 september 2013[3]
- Tekniska museet, Stockholm, Sverige mellan 25 oktober 2013 och 28 september 2014[3]
- Life Science Centre, Newcastle upon Tyne, mellan 23 maj 2015 och 3 januari 2016[6]
- Norsk Teknisk Museum, Oslo, Norge mellan mars 2016 to 29 Januari 2017
- Spazio Eventi Tirso, Rom, Italien mellan 4 mars och 6 juni 2017)[7]
- Pavilhão da Bienal – Parque Ibirapuera, São Paulo, Brasilien mellan 16 augusti och 12 november 2017[8]
- Village Mall, Rio de Janeiro, Brasilien mellan 1 december 2017 och 25 februari 2018[9]
- OCT Harbour, Shenzhen, Kina mellan 18 augusti 2018 och 14 oktober 2018[10]
- Fundacion Canal, Madrid, Spanien mellan 29 November 2019 och 31 maj 2020[10]

## Spel som varit med på utställningen
- 1942
- Adventure
- Alan Wake
- Alien Attack Scramble
- Amanda the Witch's Apprentice
- Amidar
- Angry Birds Trilogy
- Animal Crossing
- Asteroids
- Atomiswave
- Bag Man
- Berzerk
- Blue Dragon
- Bob the Builder
- Breakout
- Bubble Bobble
- Buck Rogers: Planet of Zoom
- BurgerTime
- Burnout Paradise
- Bust-a-Move 4
- Cars
- Centipede
- Chillingham
- Codebreaker
- Cookie Monster Munch
- Dance Dance Fusion
- Dark Reign
- Dead or Alive Ultimate
- Deathsmiles
- Destroy All Humans
- Dig Dug
- Discs of Tron
- Donkey Kong
- Donkey Kong Country 3
- Donkey Kong Jr.
- Doom
- Dragon Ball Z: Budokai Tenkaichi 2
- Dragon's Lair
- Dragon's Lair II: Time Warp
- Drive
- Elite
- Fighting Street
- Final Fantasy VII
- Forza Horizon
- Forza Motorsport 2
- Freeway
- Frogger
- Galaga
- Galaxian
- Garou: Mark of the Wolves
- Gauntlet
- Go By Train 3
- Go By Train: Shinkansen
- Goldeneye 007
- Golden Tee Tournament Golf
- Gradius V
- Gran Turismo 5
- Guitar Hero
- Gunstar Heroes Advance
- Half-Life 2
- Halo: Combat Evolved
- Halo 3
- Halo 3: ODST
- Heroes of the Pacific
- Hey You, Pikachu!
- Highway Star
- The Hitchhiker's Guide to the Galaxy
- The Hobbit
- Indy 500
- Jak and Daxter
- Junkbot
- Katamari Damacy
- Lady Bug
- Le Mans 24 Hours
- The Legend of Zelda
- The Legend of Zelda: Ocarina of Time
- Lego Star Wars: The Video Game
- Lemmings
- LocoRoco
- Magical Drop 3
- Mario & Sonic at the Olympic Games
- Mario Bros.
- Mario Kart 64
- Mario Superstar Baseball
- Metal Slug X
- Metroid Prime
- Missile Command
- Moon Cresta
- Moon Patrol
- Motorstorm
- Mr. Do, Pac-Man
- Ms. Pac-Man
- MSX Collection
- NBA Jam
- New Super Mario Bros.
- Nintendogs
- Odin Sphere
- Out Run
- Outrun 2006: Coast 2 Coast
- Overtop
- Pac-Man
- Parappa the Rapper 2
- Pengo
- Phoenix
- Pilotwings
- Pirates of The Burning Sea
- Pitfall!
- Pokémon Emerald
- Pokémon XD: Gale of Darkness
- Pokémon Yellow
- Poképark 2: Wonders Beyond
- Pong
- Pony Friends
- Populous
- Portal 2
- Powerslide
- Prince of Persia
- Prince of Persia: The Forgotten Sands
- Prince of Persia: The Sands of Time
- Pro Evolution Soccer 2008
- Pro Evolution Soccer 2013
- Puyo Puyo Tsu
- Bust-A-Move
- Puzzle Quest: Challenge of the Warlords
- Qix
- Rad Racer
- Rave Racer
- Rez
- Ridge Racer
- Rockstar Table Tennis
- R-Type
- Rugby 08
- Sailor Moon Super S: Kondowa Puzzle de Oshiokiyo
- Samurai Spirits 2
- Saturn Bomberman
- Scribblenauts Unlimited
- The Secret of Monkey Island
- Sega Net City!
- Sega Superstars Tennis
- Sesame Street 1-2-3
- Shark Attack
- SimCity
- Simon 2
- Sokoban
- Sonic Mega Collection
- Sonic Rivals
- Sonic X
- Soul Calibur
- Space Invaders
- Space Panic
- Space War
- Speak and Spell
- Star Soldier
- Star Wars
- Steel Battalion
- Street Fighter
- Street Fighter II Turbo
- Street Fighter III: 3rd Strike
- Super Street Fighter IV
- Street Gangs
- Super Mario 64
- Super Mario All-Stars + Super Mario World
- Super Mario Kart
- Super Monkey Ball 2
- Super Smash Bros. Melee
- Taitan: Space Invaders Part II
- Tekken Tag Tournament
- Tempest 2000
- Tennis
- Tetris
- The Sims
- Tomb Raider
- Tony Hawk's American Wasteland
- Track & Field
- Transformers
- Trigger Heart Exelica
- Tron
- Ty the Tasmanian Tiger
- Umihara Kawase
- Uncharted 3
- Vib Ribbon
- Viewpoint
- Virtua Fighter
- Virtua Fighter 2
- Virtua Tennis 2
- Warlords
- Warning Forever
- Way of the Exploding Fist
- Wii Sports
- Windjammers
- World of Warcraft
- Xevious
- Yaroze Games

Den här artikeln är helt eller delvis baserad på material från engelskspråkiga Wikipedia, Game On (exhibition), 25 november 2009.